# Ti vorrei sollevare
Ti vorrei sollevare è il primo singolo estratto dal sesto album di Elisa Heart, pubblicato il 16 ottobre 2009.

## Descrizione
In un'intervista concessa da Elisa alla rivista Vanity Fair, la cantautrice ha affermato di aver dedicato Ti vorrei sollevare alla sua migliore amica, alla quale aveva già dedicato Rainbow.
Scritto da Elisa sia nella musica che nei testi, il brano è inciso col cantante dei Negramaro, Giuliano Sangiorgi. Il duetto è nato dal fatto che componendo il pezzo Elisa lo immaginava cantato proprio da Sangiorgi, ritenendo la sua voce adatta ad interpretarlo. Del brano esiste una versione cantata senza la partecipazione dell'artista leccese, che era disponibile solo su prenotazione dell'album attraverso l'iTunes store italiano. Una versione acustica del brano è stata invece incisa per l'album Ivy.
È il settimo singolo in italiano di Elisa (il quinto di cui è autrice).

## Il singolo
Il brano è stato pubblicato solo in digitale il 16 ottobre 2009, giorno in cui è iniziata anche la programmazione radiofonica. Il pezzo è stato pubblicato poco prima della nascita della primogenita della cantante e perciò non è stato presentato in alcun programma televisivo o radiofonico all'uscita. È stato invece eseguito dal vivo per la prima volta durante la 60ª edizione del Festival di Sanremo con il singolo successivo Anche se non trovi le parole e Your Manifesto.

## Il video
Il video musicale, ambientato in un paesaggio di montagna innevato, è stato girato da Marco Ponti l'11 ottobre 2009 con la fotografia di Arnaldo Catinari, luci Marthy Paolino e prodotto da One More. È stato presentato il 5 novembre 2009 in anteprima esclusiva sul sito del Corriere della Sera.

## Successo commerciale
Il brano ha raggiunto la prima posizione della classifica ufficiale dei singoli FIMI, mantenendola per due settimane consecutive.
A metà novembre 2009 raggiunge la prima posizione dei singoli più trasmessi dalle radio italiane e vi rimane per quattro settimane consecutive.
Secondo le classifiche di fine anno stilate da FIMI e Nielsen Soundscan, il singolo risulta il 19° più venduto dell'anno 2009.
Il 29 maggio 2010 ai Wind Music Awards Elisa è stata premiata per Ti vorrei sollevare nella categoria Digital Songs Platino (premio assegnato ai brani che hanno venduto almeno 30 000 copie digitali), che ha eseguito dal vivo oltre al singolo Someone to Love e un medley di This Knot, Your Manifesto e Beat It di Michael Jackson.
Il 20 giugno 2014 il brano ottiene la certificazione di doppio disco di platino dalla FIMI.

## Classifiche
| Classifica (2009) | Posizione massima |
| ----------------- | ----------------- |
| Italia            | 1                 |

### Classifiche di fine anno
| Classifica (2009) | Posizione |
| ----------------- | --------- |
| Italia            | 19        |
| Classifica (2010) | Posizione |
| Italia            | 63        |